# باكستون (ماساتشوستس)
باكستون (بالإنجليزية: Paxton, Massachusetts)‏ هي بلدة أمريكية تقع في الولايات المتحدة في مقاطعة ووستر (ماساتشوستس). يقدر عدد سكانها بـ 4,806 نسمة ومساحتها 40.1 كم2 وترتفع عن سطح البحر 353 متر.